# Symphurus woodmasoni
 Symphurus woodmasoni és un peix teleosti de la família dels cinoglòssids i de l'ordre dels pleuronectiformes que viu a les Filipines i a les Illes Andaman.